# Junkere 37
Die Junkere 37 war ein Kellerlokal an der Junkerngasse in der Berner Altstadt, wo von 1964 bis 1975 über 300 Diskussionsabende stattfanden, geleitet von Walter Zürcher. Es gilt als wichtigster Treffpunkt der Schweizer Nonkonformismus-Bewegung der 1960er Jahre, ein Podium für Schriftsteller wie Theodor W. Adorno, Peter Bichsel, Sergius Golowin, Kurt Marti, René E. Mueller oder Jörg Steiner.
Junkere 37 ist der Titel eines Gemäldes von Franz Gertsch.

## Nachlass Zeno Zürcher
Der im Schweizerischen Literaturarchiv (SLA) archivierte Nachlass von Zeno Zürcher enthält quasi die Gesamtheit der noch vorhandenen (inklusive Ton- und Film-)Dokumente der Junkere 37.

## Fredi LerchsNonkonformismus-Archiv
Auch Fredi Lerchs Nonkonformismus-Archiv, das sich ebenfalls im SLA befindet, umfasst Dokumente zur Junkere 37, darunter Einladungen und Gästebücher, Buchhaltungsunterlagen, Plakate und PR-Material.
Gemäss dem Personenregister zum Nonkonformusmus-Archiv  standen die folgenden Personen mit der Junkere 37 in Verbindung: Theodor W. Adorno, Ursula Andress, Guido Bachmann, Peter Bichsel, Mario Cortesi, Kari Dällebach, Rolf Deppeler, Walter Matthias Diggelmann, Friedrich Dürrenmatt, Ernst Eggimann, Alfred Fankhauser, Konrad Farner, Max Frisch, Franz Gertsch, Sergius Golowin, Lukas Hartmann, Polo Hofer, Ahmed Huber, Ruth Im Obersteg Geiser, Sam Jaun, Franz Keller, Kurt Kipfer, Jakob Klaesi, Ruedi Krebs, Markus Kutter, Timothy Leary, Carl Albert Loosli, Bernhard Luginbühl, Kurt Marti, Mani Matter, Joy Matter, Albert Meyer, Frank A. Meyer, René E. Mueller, Paul Nizon, Meret Oppenheim, Hans Raaflaub, Alfred Rasser, Arist Rollier, Klaus Schädelin, Guido Schmezer, Gerhart Schürch, Marcel Schwander, Kurt Schweizer, Jacob Stickelberger, Hans Martin Sutermeister, Harald Szeemann, Jean Tinguely, Reynold Tschäppät, Paul Ignaz Vogel, Erich von Däniken, Niklaus von Steiger, Rudolf von Tavel, Ricco Wassmer, Max Weber, Manfred Wettler und Fritz Widmer.